# NGC 2831
NGC 2831 ist eine elliptische Galaxie mit aktivem Galaxienkern vom Hubble-Typ E2 im Sternbild Luchs am Nordsternhimmel. Sie ist schätzungsweise 228 Millionen Lichtjahre von der Milchstraße entfernt und hat einen Durchmesser von etwa 35.000 Lj. Gemeinsam mit NGC 2830 und NGC 2832 bildet sie das Galaxientrio Arp 315. Halton Arp gliederte seinen Katalog ungewöhnlicher Galaxien nach rein morphologischen Kriterien in Gruppen. Dieses Galaxientriplett gehört zu der Klasse Gruppen von Galaxien.
Das Objekt wurde am 13. März 1850 von George Johnstone Stoney entdeckt.